# Isophyllia
Isophyllia is een geslacht van rifkoralen uit de familie Mussidae.

## Soorten
- Isophyllia rigida (Dana, 1848)
- Isophyllia sinuosa (Ellis & Solander, 1786)
  - = Isophyllia multiflora Verrill, 1901

## Niet langer in dit geslacht
- Isophyllia australis (Milne-Edwards & Haime, 1848) = Homophyllia australis (Milne-Edwards & Haime, 1848)
- Isophyllia erythraea Klunzinger, 1879 = Lobophyllia erythraea (Klunzinger, 1879)

## Nomina dubia
Van de volgende namen die ooit een plek in dit geslacht hebben gekregen is onduidelijk of ze überhaupt wel betrekking hebben op een echte soort:
- Isophyllia dipsacea (Dana, 1846), nomen dubium
- Isophyllia fragilis (Dana, 1846), nomen dubium
- Isophyllia aspera (Duchassaing & Michelotti, 1860), nomen dubium
- Isophyllia cylindrica (Duchassaing & Michelotti, 1860), nomen dubium
- Isophyllia knoxi (Duchassaing & Michelotti, 1860), nomen dubium
- Isophyllia marginata (Duchassaing & Michelotti, 1860), nomen dubium